# Pseudoeurycea smithi
El tlaconete oaxaqueño (Pseudoeurycea smithi) es una especie de anfibio caudado (salamandras) de la familia Plethodontidae. Es una especie endémica de México, restringida a la Sierra Juárez, Cerro de San Felipe y Sierra Cuatro Venados en Oaxaca.

## Clasificación y descripción de la especie
Es una salamandra de la familia Plethodontidae del orden Caudata. Es de talla grande, alcanza una longitud de 6.9 cm. Sus extremidades son cortas. Su cola es más larga que la longitud del cuerpo, y tiene una constricción en la base. La coloración del cuerpo es café, con una serie de barras oscuras transversales en cada surco costal que se extienden a los lados del vientre y manchas oscuras distribuidas irregularmente en la cola

## Distribución de la especie
Es endémica de México, se conoce solo para Oaxaca en Sierra de Juárez, Cerro San Felipe y Sierra Cuatro Venados.

## Ambiente terrestre
Vive en bosques de pino y pino-encino entre 2,500 y 3,000 m s. n. m. Su hábitat natural son los montanos húmedos.

## Estado de conservación
Se considera como Amenazada (Norma Oficial Mexicana 059) y en Peligro Crítico en la Lista Roja de la UICN. Está amenazada de extinción debido a la destrucción de su hábitat.